# Hitoshi Shiota
Hitoshi Shiota (Ibaraki, 28 mei 1981) is een Japans voetballer.

## Carrière
Hitoshi Shiota tekende in 2004 bij FC Tokyo.